# دمیتری پوپوف
دمیتری پوپوف (روسی: Дмитрий Львович Попов؛ زادهٔ ۲۷ فوریهٔ ۱۹۶۷) بازیکن سابق و مربی فوتبال اهل روسیه است.
از باشگاه‌هایی که در آن بازی کرده‌است می‌توان به باشگاه فوتبال شینیک یاروسلاول، باشگاه فوتبال مکابی تل آویو، باشگاه فوتبال کامپوستلا، باشگاه فوتبال اسپارتاک مسکو، و باشگاه فوتبال راسینگ سانتاندر اشاره کرد.
وی همچنین در تیم ملی فوتبال روسیه بازی کرده‌است.